# Adolfo Fernández Díaz
Adolfo Fernández Díaz, más conocido como Adolfo, (n. Santa Coloma de Gramanet, 19 de mayo de 1993) es un jugador de fútbol sala español, que juega de pívot en el Fútbol Club Barcelona de la Liga Nacional de Fútbol Sala. Es internacional con la selección de fútbol sala de España.

## Carrera deportiva
Formado en las categorías inferiores del Fútbol Sala Marfil Santa Coloma, en 2009 debuta con el primer equipo. Después de ser nombrado jugador revelación de la temporada 2013-14 fichó por el Barcelona en 2015, quedándose una temporada más cedido en el Marfil Santa Coloma. Después regresó al Barça, convirtiéndose en un jugador importante en poco tiempo.
Con la selección de fútbol sala de España debutó en 2017.

## Clubes
- Fútbol Sala Marfil Santa Coloma (2009-2015)
- Fútbol Sala Marfil Santa Coloma (2015-2016) (cedido)
- Fútbol Club Barcelona (2016-)

## Palmarés

### Barcelona
- UEFA Futsal Cup (2): 2020, 2022
- Liga Nacional de Fútbol Sala (2): 2019, 2021
- Copa de España de fútbol sala (3): 2019, 2020, 2022
- Copa del Rey de fútbol sala (3): 2018, 2019, 2020
- Supercopa de España de fútbol sala (2): 2019, 2022
- Copa Cataluña (4): 2012, 2016, 2017, 2018